# منتخب نيوزيلندا الأولمبي لكرة القدم
منتخب نيوزيلندا الأولمبي لكرة القدم  هو ممثل نيوزيلندا الرسمي في المنافسات الدولية في كرة القدم في الألعاب الأولمبية
.